# Pietra runica di Norra Härene
La pietra runica di Norra Härene o Vg 59 si trova presso Skara in Västergötland, Svezia.
Si tratta di una pietra runica alta 3,3 metri e larga un metro. Venne scoperta nel 1795, tra le mura della chiesa di Norra Härene, in rovina dal XVII secolo.

## Traslitterazione in caratteri latini
rifnikR : auk : kiali : auk : brunulfR : auk : kifulfR : satu : stin : þonsi : iftiR : fut : faþur : sin : harþa : kuþon : þign : sua : hifiR : osa : as : igi : mun : sum : kuin : ift : uir : siþon : kaurua :: hialmR : auk : hiali : hiaku : runaR *

## Trascrizione in norreno
HræfningR ok Gialli ok BrunulfR ok GefulfR sattu stæin þannsi æftiR Fot, faður sinn, harða goðan þegn. Sva hæfiR Asa es æigi mun sum kvæn æft ver siðan gærva. HialmR ok Hialli hioggu runaR.

## Traduzione in italiano
Hrefningr e Gjalli e Brynjulfr e Gjafulfr posero questa pietra in memoria di Fótr, loro padre, un thegn molto buono. Questo fece Ása, come nessun'altra moglie farà in memoria del (proprio) marito. Hjalmr ed Hjalli incisero le rune.

## Fonti
- (SV) Sito su Skara con informazioni e foto, su vastsverige.com.